# Papoušek žlutotemenný
Papoušek žlutotemenný (Poicephalus meyeri), známý též pod starším názvem papoušek Meyerův, patří mezi africké dlouhokřídlé papoušky rodu Poicephalus. V České republice jej úspěšně odchovává několik chovatelů a díky milé a komické povaze je stále častěji chován i jako domácí společník.

## Vzhled
Papoušek žlutotemenný patří mezi menší zástupce rodu Poicephalus; obvykle dorůstá délky 21–22 cm. Hlava, záda, vrchní část křídel a ocas jsou hnědošedé, břicho je modrozelené, kostřec modrý. Ramena a skvrny na hlavě jsou žluté. Dospělí ptáci mají tmavošedý zobák a tmavě oranžovou duhovku oka. Mladí ptáci postrádají žlutou skvrnu na hlavě a duhovka jejich oka je tmavě hnědá. Samice vypadá jako samec; někteří chovatelé dokážou rozlišit pohlaví podle tvaru hlavy a zobáku, ale skutečně spolehlivé určení pohlaví je možné jen analýzou DNA z krve nebo endoskopií.

## Výskyt
Domovinou papouška žlutotemenného je střední a východní subsaharská Afrika. Tento papoušek obývá lesy, savany, porosty podél řek i zemědělské oblasti. Přestože se obvykle pohybuje v párech nebo malých skupinkách, v místech s hojností potravy se může shlukovat do velkých hejn. Živí se ovocem, semeny, bobulemi a zemědělskými plodinami. Hnízdí v dutinách stromů, často vyhledává i staré hnízdní dutiny datlů. Snáší 2–4 vajíčka na vrstvu ztrouchnivělého dřeva.

## Poddruhy
Forshaw (1989) rozlišuje šest poddruhů papouška žlutotemenného, lišících se od sebe oblastí výskytu, rozsahem žlutých skvrn na hlavě a zabarvením hrudi a břicha.
- Poicephalus meyeri meyeri. Spodek těla je tyrkysově modrý až modrošedý
- Poicephalus meyeri saturatus. Šedá barva v horní části těla je tmavší, hruď je tyrkysová až zelená. Tento poddruh je asi o 2 cm větší než nominátní forma.
- Poicephalus meyeri matchiei. Stejně velký jako předchozí poddruh, avšak vrchní část těla je mírně tmavší než u nominátní formy a hruď je tyrkysová až světle modrá.
- Poicephalus meyeri transvaalensis Od předchozího poddruhu se liší zelenějším zbarvením na kostřeci a vrchním šedým zbarvením více do hněda.
- Poicephalus meyeri reichenowi. Největší z poddruhů, dorůstající délky 24 cm. Horní část těla je hnědavá, hruď modrá, chybí žluté znaky na hlavě.
- Poicephalus meyeri damarensis. Menší než předchozí poddruh (22 cm). Má tyrkysově zbarvenou hruď a žluté znaky na hlavě rovněž chybí.

## Krmení v zajetí
Papouška žlutotemenného krmíme směsí zrnin pro větší papoušky (bílá a žíhaná slunečnice, kardi, pšenice, kukuřice, semenec, proso, pohanka), kterou pravidelně doplňujeme čerstvým ovocem a zeleninou. Vhodným zdrojem živin je i naklíčené zrní (mungo, hrách, slunečnice, kukuřice, kardi). Stravu lze zpestřit i granulemi, piškoty, vařenou nesolenou rýží nebo těstovinami, trochou sýra atd. Jako zdroj vápníku slouží sépiová kost; k okusu je dobré podávat čerstvé větvičky ovocných stromů.

## Papoušek žlutotemenný jako domácí společník
Přestože papoušek žlutotemenný není tak rozšířený jako jeho známější příbuzný papoušek senegalský, výborně se hodí pro chov v domácích podmínkách. Tento druh je poměrně nenáročný na chovné zařízení; vhodná je klec alespoň 60 cm dlouhá, vybavená dostatkem hraček na zabavení. Je samozřejmé, že čím prostornější klec, tím lépe se papoušek bude cítit.
Papoušek žlutotemenný se vyznačuje milou, přítulnou a zvědavou povahou. Neprochází bouřlivou pubertou jako papoušek senegalský ani neprojevuje tak silnou tendenci se fixovat na jediného člena rodiny, což je výhodou. Zároveň bývá klidnějšího a mírnějšího založení než jeho další příbuzný, papoušek konžský. Další předností je
poměrně tichý hlasový projev.
Zástupci tohoto druhu se brzy naučí opakovat zvuky z domácnosti, přestože vlohy k imitování řeči nejsou tak vyvinuté jako například u papouška konžského nebo žaka. K ochočení je vhodné mládě odchované u nás, ať už ručně nebo pod rodiči. Dospělí ptáci z ochytu zůstávají plaší a pro chov doma se nehodí.
Papoušek žlutotemenný není dosud ohroženým druhem ani ve své domovině, a nevztahuje se na něj proto registrační povinnost dle zák. 16/1997 Sb. (CITES).